# Salome von Pflaumern

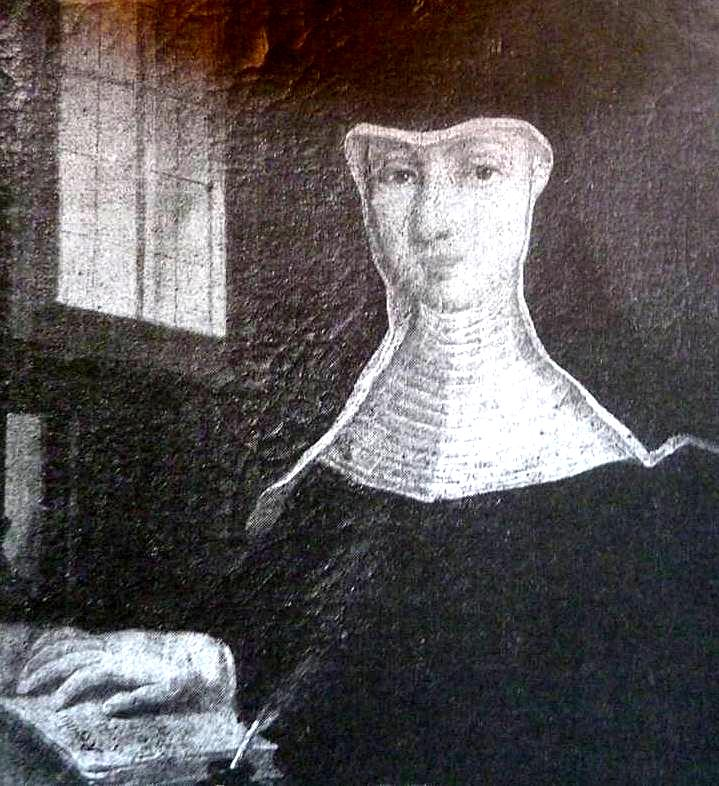
Salome von Pflaumern

Salome von Pflaumern, auch Salome von Pflummern OSB (* 1591 oder 1592 in Sigmaringen; † 8. September 1654 in Fulda) wurde am 11. Dezember 1631 zur ersten Priorin der Benediktinerinnenabtei zur Heiligen Maria in Fulda gewählt. Sie behielt dieses Amt 23 Jahre bis zu ihrem Tod. Sie war mit vier anderen Schwestern vom Kloster Kühbach gekommen.
Während ihrer Amtszeit im Dreißigjährigen Krieg wurde das Kloster mehrmals geplündert und die Schwestern mussten flüchten.